# Marigné-Peuton
Marigné-Peuton est une commune française, située dans le département de la Mayenne en région Pays de la Loire, peuplée de 543 habitants.
La commune fait partie de la province historique de l'Anjou (Haut-Anjou).

## Géographie
La commune est située dans le Sud-Mayenne.

### Climat
Pour des articles plus généraux, voir Climat des Pays de la Loire et Climat de la Mayenne.
En 2010, le climat de la commune est de type climat océanique altéré, selon une étude du CNRS s'appuyant sur une série de données couvrant la période 1971-2000. En 2020, Météo-France publie une typologie des climats de la France métropolitaine dans laquelle la commune est exposée à un climat océanique et est dans une zone de transition entre les régions climatiques « Bretagne orientale et méridionale, Pays nantais, Vendée » et « Moyenne vallée de la Loire ». 
Pour la période 1971-2000, la température annuelle moyenne est de 11,5 °C, avec une amplitude thermique annuelle de 13,9 °C. Le cumul annuel moyen de précipitations est de 742 mm, avec 12,3 jours de précipitations en janvier et 6,6 jours en juillet. Pour la période 1991-2020, la température moyenne annuelle observée sur la station météorologique de Météo-France la plus proche, sur la commune de Cossé-le-Vivien à 11 km à vol d'oiseau, est de 12,0 °C et le cumul annuel moyen de précipitations est de 796,1 mm,. Pour l'avenir, les paramètres climatiques de la commune estimés pour 2050 selon différents scénarios d'émission de gaz à effet de serre sont consultables sur un site dédié publié par Météo-France en novembre 2022.

## Urbanisme

### Typologie
Au 1er janvier 2024, Marigné-Peuton est catégorisée commune rurale à habitat dispersé, selon la nouvelle grille communale de densité à sept niveaux définie par l'Insee en 2022.
Elle est située hors unité urbaine. Par ailleurs la commune fait partie de l'aire d'attraction de Château-Gontier-sur-Mayenne, dont elle est une commune de la couronne,. Cette aire, qui regroupe 19 communes, est catégorisée dans les aires de moins de 50 000 habitants,.

### Occupation des sols
L'occupation des sols de la commune, telle qu'elle ressort de la base de données européenne d’occupation biophysique des sols Corine Land Cover (CLC), est marquée par l'importance des territoires agricoles (92,5 % en 2018), en diminution par rapport à 1990 (94,1 %). La répartition détaillée en 2018 est la suivante : 
terres arables (75,1 %), prairies (12,8 %), zones agricoles hétérogènes (4,6 %), forêts (4,5 %), zones urbanisées (1,9 %), mines, décharges et chantiers (1,2 %). L'évolution de l’occupation des sols de la commune et de ses infrastructures peut être observée sur les différentes représentations cartographiques du territoire : la carte de Cassini (XVIIIe siècle), la carte d'état-major (1820-1866) et les cartes ou photos aériennes de l'IGN pour la période actuelle (1950 à aujourd'hui).

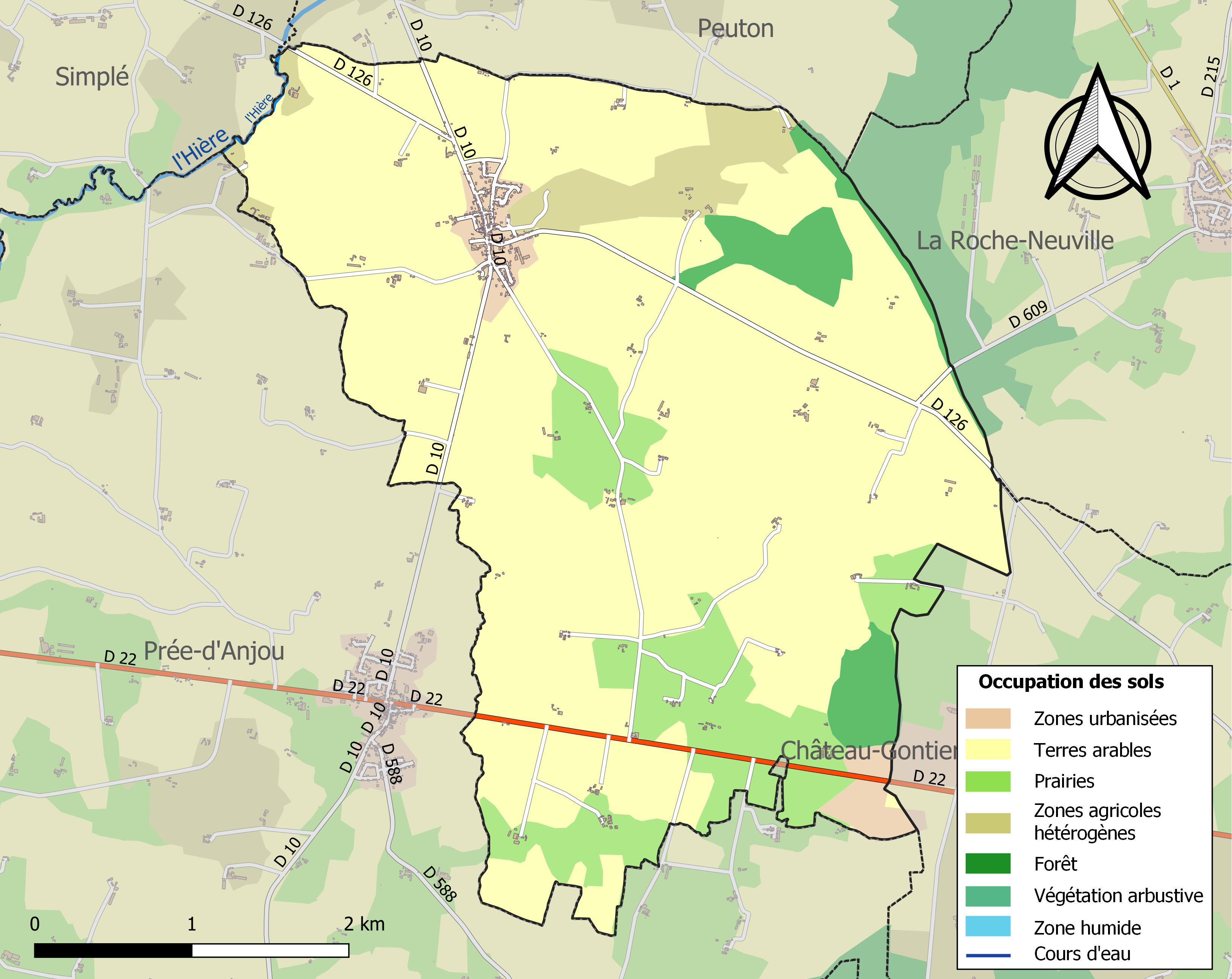
Carte des infrastructures et de l'occupation des sols de la commune en 2018 (CLC).

## Toponymie
Les mentions anciennes de la localité sont : Madrigneatum Xe siècle, A. de Marigneio v.1130, R. de Marigniaco 1150, Ecclesia de Marigneio 1184, S. de Marinniaco XIIe siècle, cimeterium de Marigneio 1238, Dominus de Marygneyo 1276, in parrochia de Marrigné 1276, Prior ecclesiæ de Marigné 1398, Marigni 1457, paroisse de Masrigné 1547, Marigni Peuton 1629, Marigné 1686, Marigné pres Château-Gontier 1696, Marigné sous Peuton 1706, Marigné-Peuton 1708, Marigné sous Peuton 1712, Saint-Didier de Marigné sous Peuton 1783.
L'étymologie de Madrigneatum doit être lu Madrigneacum selon E. Negre. Il propose qu'elle soit un nom formé à l'époque gallo-romaine, et composé du NP rom. Matrinius issu de Matres "mère" + suff. -acum "domaine de". Ce qui peut se traduire par "Domaine de la Mère". Ce qui pourrait expliquer la position de l'église Saint-Didier très proche du ruisseau de Bréon, peut-être en rapport avec un ancien culte des eaux pré-chrétien.

## Histoire
- Le village existait à l'époque Gallo-Romaine comme l'étymologie de son nom le suggère.
- La seigneurie de paroisse fut unie de tous temps à celle du Plessis, château et domaine qui semble même n'avoir été constitués qu'à l'époque relativement moderne[14].
- On trouve comme seigneurs : Roland de Coesmes, vivant en 1244; Hardouin de Maillé 1440; puis les Rohan, avant 1603. Thérèse de Rohan présente encore au bénéfice de Saint-Blaise en 1734. Françoise-Sébastienne Elisabeth Hay des Nétumières, veuve de H.L.-Cl. Le Chat de Vernée, reçoit, comme dame de Marigné, les ventes de la seigneurie  de l'Aunay, 1761, et avait pour héritière en 1777 Guillaume-Guy Lesrat, seigneur de Briottières, veuf de Françoise-Julie Le Chat[14].

La commune faisait partie de la sénéchaussée angevine de Château-Gontier dépendante de la sénéchaussée principale d'Angers depuis le Moyen Âge jusqu'à la Révolution française.
En 1790, lors de la création des départements français, une partie de Haut-Anjou a formé le sud du département de la Mayenne ; cette région est aujourd’hui appelée Mayenne angevine.

## Politique et administration
| Période      | Période    | Identité         | Étiquette | Qualité                            |
| ------------ | ---------- | ---------------- | --------- | ---------------------------------- |
| 1945         |            | Auguste Ballu    |           |                                    |
| juin 1995    | mars 2008  | Éléonor Meignan  |           | Agriculteur                        |
| mars 2008    | avril 2017 | Philippe Bouvet  | SE        | Prestataire de service             |
| juillet 2017 | mars 2020  | Cyrille Trottier | SE        | Entrepreneur de plomberie          |
| mars 2020    | En cours   | Jérémy Pelé      | SE        | Responsable pôle sécurité routière |

## Population et société

### Démographie
L'évolution du nombre d'habitants est connue à travers les recensements de la population effectués dans la commune depuis 1793. Pour les communes de moins de 10 000 habitants, une enquête de recensement portant sur toute la population est réalisée tous les cinq ans, les populations de référence des années intermédiaires étant quant à elles estimées par interpolation ou extrapolation. Pour la commune, le premier recensement exhaustif entrant dans le cadre du nouveau dispositif a été réalisé en 2007.
En 2022, la commune comptait 543 habitants, en évolution de −1,09 % par rapport à 2016 (Mayenne : −0,73 %, France hors Mayotte : +2,11 %).
| 1793 | 1800 | 1806 | 1821 | 1831 | 1836 | 1841 | 1846 | 1851 |
| ---- | ---- | ---- | ---- | ---- | ---- | ---- | ---- | ---- |
| 700  | 612  | 660  | 643  | 751  | 700  | 752  | 777  | 796  |

| 1856 | 1861 | 1866 | 1872 | 1876 | 1881 | 1886 | 1891 | 1896 |
| ---- | ---- | ---- | ---- | ---- | ---- | ---- | ---- | ---- |
| 789  | 745  | 676  | 693  | 730  | 707  | 731  | 700  | 660  |

| 1901 | 1906 | 1911 | 1921 | 1926 | 1931 | 1936 | 1946 | 1954 |
| ---- | ---- | ---- | ---- | ---- | ---- | ---- | ---- | ---- |
| 634  | 650  | 649  | 579  | 607  | 583  | 600  | 612  | 588  |

| 1962 | 1968 | 1975 | 1982 | 1990 | 1999 | 2006 | 2007 | 2012 |
| ---- | ---- | ---- | ---- | ---- | ---- | ---- | ---- | ---- |
| 531  | 504  | 520  | 493  | 458  | 487  | 543  | 551  | 547  |

| 2017 | 2022 | - | - | - | - | - | - | - |
| ---- | ---- | - | - | - | - | - | - | - |
| 548  | 543  | - | - | - | - | - | - | - |

## Activité et manifestations
La commune possède un club de football qui est en entente avec la commune de Simplé.

## Jumelages
- Zöschingen (Allemagne) depuis 1989.

## Culture locale et patrimoine

### Lieux et monuments
- Le château de Bréon, résidence de la famille de Lancrau de Bréon.
- Le château de l'Aunay.
- Le logis du Plessis.
- Le manoir de Souvigné.
- L'église Saint-Didier.

### Héraldique
| Blason de Marigné-Peuton | Blason  | D’or, à un lion d’azur, armé et lampassé de gueules ; au chef de même, chargé de trois macles d’or. |
| Blason de Marigné-Peuton | Détails | L’or avec le lion provient des armes de Couesmes, l’un des seigneurs du village. La reprise intégrale du blason de seigneur pour la commune étant interdite, il suffit d’en emprunter un ou plusieurs éléments. Le chef avec les trois macles d’or est aux couleurs de la famille de Rohan, également seigneur de Marigné Peuton. La remarque concernant la reprise des armes de famille est valable ici aussi. Les ornements sont deux pampres de sinople, fruitées de gueules, mises en sautoir par la pointe et liées d’or afin d’honorer l’activité agricole et plus particulièrement la viticulture. Le listel d'argent porte le nom de la commune en lettres majuscules de sable. La couronne de tours dit que l’écu est celui d’une commune ; elle n’a rien à voir avec des fortifications. Le statut officiel du blason reste à déterminer. |